# Belone
Belone este un gen de zărgani comuni în ape salmastre și marine. Este unul dintre cele zece genuri din familia Belonidae.

## Specii
Sunt recunoscute trei specii în acest gen:
- Belone belone Linnaeus, 1761 (zărgan)
- Belone euxini Günther, 1866
- Belone svetovidovi Collette & Parin, 1970 (zărgan cu nas scurt)